# Crocidura ninoyi
Crocidura ninoyi és una espècie d'eulipotifle de la família de les musaranyes. És endèmica de l'illa de Sibuyan (Filipines). Es tracta d'una espècie de Crocidura de mida mitjana, amb una llargada de cap a gropa de 84–97 mm, una cua de 66–75 mm i un pes de 9,5–13,5 g. El pelatge, que és de color marró grisenc, és una mica més fosc al dors que al ventre.
L'espècie fou anomenada en honor del periodista i polític filipí Benigno «Ninoy» Aquino Jr.